# Anopheles freyi
Anopheles freyi este o specie de țânțari din genul Anopheles, descrisă de Meng în anul 1957. Conform Catalogue of Life specia Anopheles freyi nu are subspecii cunoscute.